# Michael Nordberg
Pour les articles homonymes, voir Nordberg.
Michael Nordberg, né le 10 avril 1930 à Stockholm et mort le 11 juillet 2016, est un historien suédois.

## Biographie
Michael Nordberg grandit à Stockholm, dans une famille d'artistes, et c'est dans cet environnement qu'il rencontre pour la première fois des livres arabes et persans, ce qui éveille son intérêt pour leur langue. Lorsqu'il vient à Uppsala après ses études, c'est pour les étudier et il commence à travailler pour le célèbre orientaliste Henrik Samuel Nyberg. Mais au lieu de cela, il devient historien avec un fort intérêt pour les langues.
Le désir de prendre la mer l'avait déjà conduit en France à l'âge du lycée, et plusieurs années passées à Paris ont fait de lui un francophile. Ses études à Uppsala le conduise donc à une thèse de doctorat en français sur le XVe siècle français, pour laquelle il devient professeur associé et maître de conférences en histoire à Stockholm. Il travaille à l'université de Stockholm de 1964 à 1995.
Il se lance ensuite dans une vaste carrière d'écrivain historique, commençant par le manuel universitaire Asiens historia (1969-71) et poursuivant avec des ouvrages de vulgarisation scientifique, basés en grande partie sur ses propres recherches. Ces ouvrages trouvent un large public. Dans Den dynamiska medeltiden (1984), par exemple, il peut montrer, en collaboration avec d'autres historiens, que le Moyen Âge n'était pas une période « sombre », statique et réactionnaire, mais une période de changement et de développement constants.
Il est également un conférencier et un guide touristique, voyageant en France, en Italie, en Turquie et en Iran. 
Michael Nordberg meurt à l'âge de 86 ans.